# Polyalthia longifolia

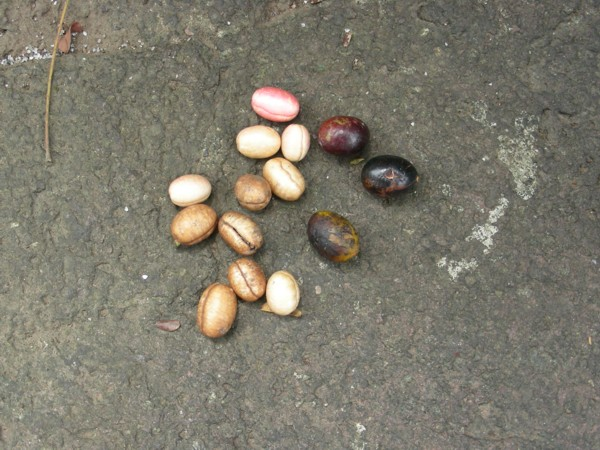
Semillas y frutos de Polyalthia longifolia

Polyalthia longifolia es una planta de la familia Annonaceae, a veces mal identificado, como el árbol de Ashoka (Saraca indica) debido a la cercana semejanza entre ambas especies. Su nombre común es Pino hindú, Pinéndu o Pino de la India.

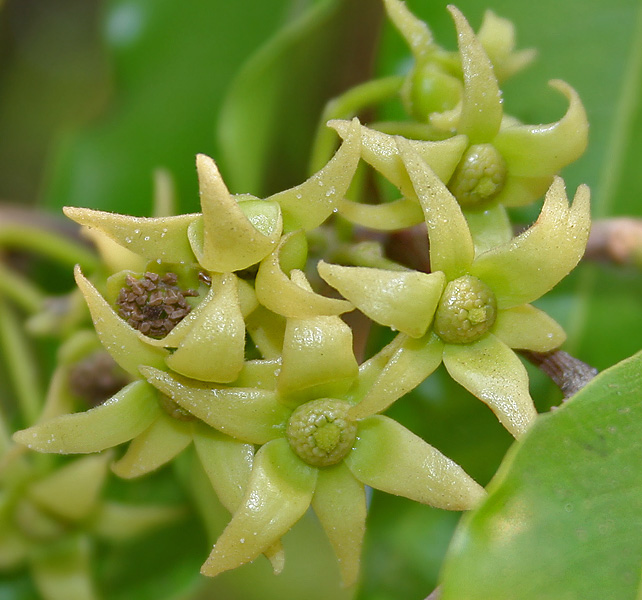
Flores de Polyalthia longifolia.

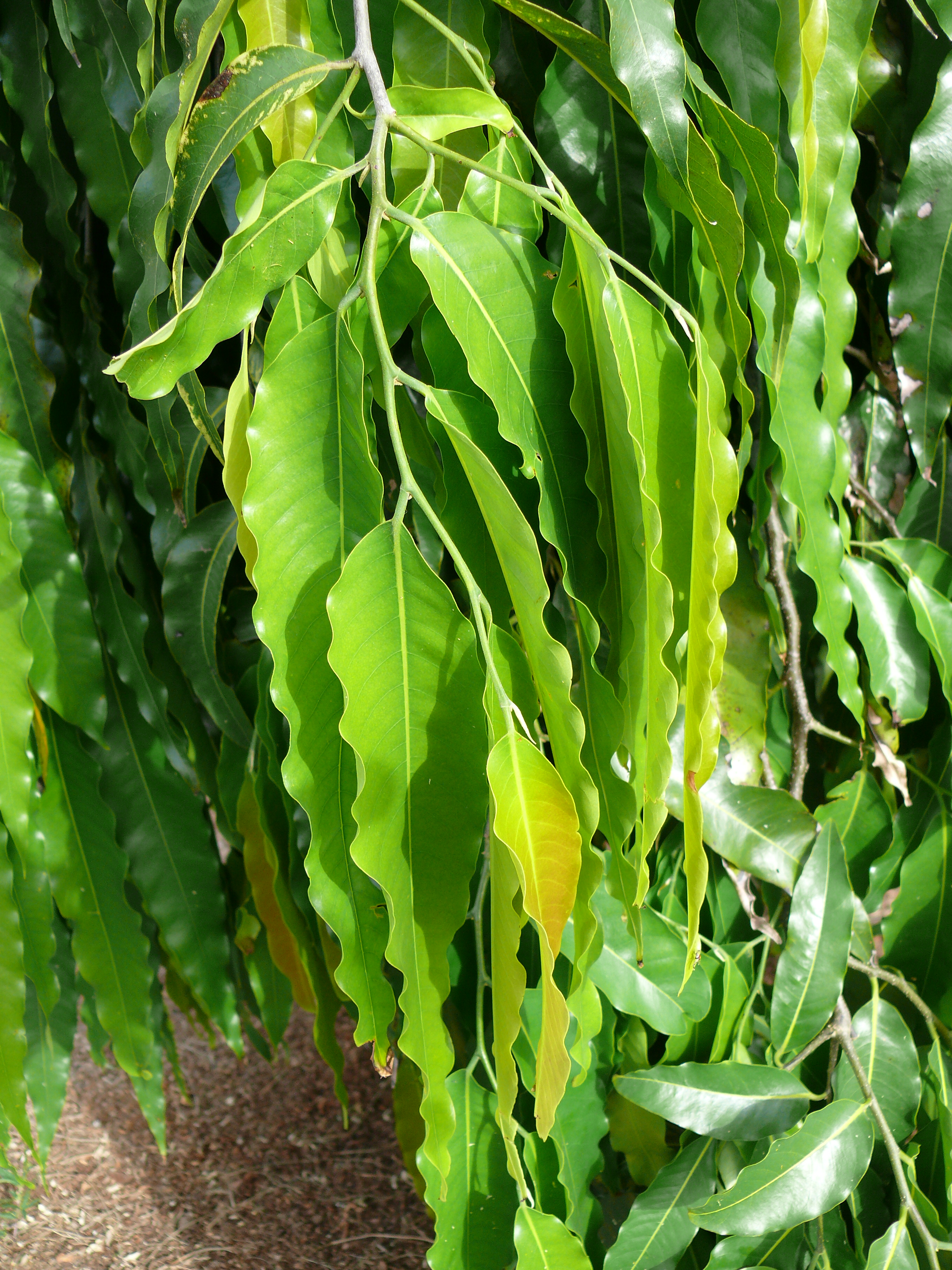
Detalles de una rama.

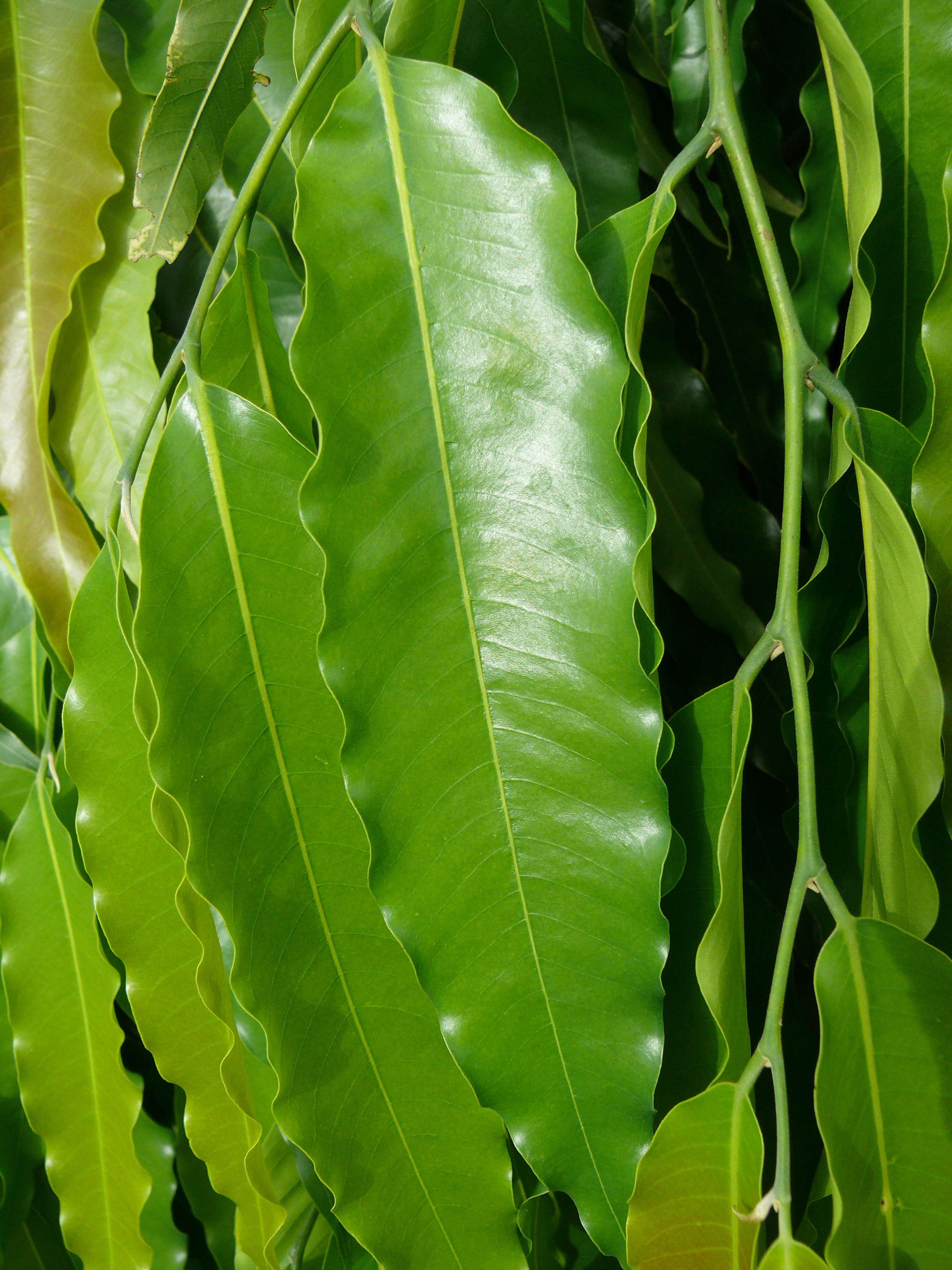
Detalles de las hojas

## Descripción
Es un árbol de hoja perenne, exhibe un crecimiento simétricamente piramidal, el tallo principal es recto, sin divisiones. Las ramas son delgadas, cortas, cerca de 1-2 m de longitud, glabras y pendular. El árbol es alto y esbelto, crece hasta 12 metros de alto. Se sabe de árboles con más de 30 metros de altura.
Toda la longitud del árbol está cubierta por hojas perennes ligeramente aromáticas de 1.5 a 3.8 cm de largo, largas, lanceoladas y con márgenes marcadamente ondulados, son de un color verde brillante, son suaves y delicadas al tacto. El pecíolo es de aproximadamente 6 mm de largo.  El bello contraste entre las hojas nuevas que son de color marrón dorados y cobrizos, que después se convierte en un color verde claro y, finalmente, de un verde oscuro, crean una vista espectacular.
En primavera, se cubre con delicadas flores de color verde pálido en forma de estrellas, que surgen de las ramas por debajo de las hojas. Duran poco tiempo, generalmente de dos a tres semanas, y no son visibles debido a su color. No son fragantes.
Los frutos, se dan en grupos de 10 a 20, son inicialmente verdes, pero cambian a color morado o negro cuando está maduros. Estos son comidos por las aves y zorros voladores.
Las flores no tienen fragancia, son de 2.5 a 3.5 cm de diámetro, de color amarillento a verde, en fascículos o umbelas poco pendunculate; pétalos 6, 2 seriados, planas y de una amplia base, lanceoladas, de largo, la difusión de acumular, y 3 sépalos , anchas, cortas, triangulares, las puntas reflexos. Estambres muchos, cuneiforme; conectivo truncately dilatado más allá de las células. Ovarios indefinidos; óvulos 1-2; oblongas estilo. Frutas maduras ovoide, 1.8-2 cm de largo, numerosas, acechado, glabra, 1 cabeza de serie; tallo de 1,3 cm de largo, corto, glabra. Semillas lisa, brillante. La floración y fructificación: febrero-junio 
también es capaz de generar hormonas que llaman la atención de insectos como hormigas o mosquitos

## Nombres comunes
Polyalthia longifolia es conocido también como falsa Ashoka, árbol de Buda, árbol indio mástil, abeto indio y también en Nicaragua conocido como Monge. Sus nombres en otros idiomas incluyen Ashoka o Devadaru en sánscrito, Debdaru en bengalí e Hindi, Asopalav (Gujarati), Glodogan tiang (Indonesia), Devdar en marathi y Nettilinkam en Tamil y araNamaram: അരണമരം (Malayo).

## Distribución
Es nativa de las regiones tropicales y subtropicales más secas de la India, se distribuye hasta una altitud de 1.500 metros sobre el nivel del mar. 
Es comúnmente cultivada en Pakistán y Sri Lanka. Se introdujo en los jardines de muchos países tropicales de todo el mundo. Es ampliamente utilizada en partes de Yakarta en Indonesia.

## Usos
Su cultivo es común como árbol ornamental , debido a su eficacia para aliviar la contaminación acústica.
Las hojas son de uso para la decoración ornamental y se utilizan en festivales. El árbol es una atracción principal en los jardines por toda la India. Puede ser cortado en diversas formas y se mantiene en tamaños requeridos. En el pasado, los troncos rectos, ligeros y flexibles se utilizaban en la fabricación de mástiles para veleros. Es por eso que el árbol también se conoce como el árbol mástil. Hoy, el árbol se utiliza sobre todo para la fabricación de artículos pequeños tales como cajas de lápices, etc.
Es un árbol que se cultiva en la mayor parte de Sri Lanka y la India como un árbol ornamental y para los templos tiene un significado religioso.

### Uso medicinal
Esta planta se utiliza como un agente antipirético en los sistemas medicina nativa. Los estudios farmacológicos sobre la corteza y las hojas, muestran una actividad antimicrobiana eficaz, antiulcerosa, hipoglucémica, e hipotensor.
Extractos metabólicos de Polyalthia longifolia, han arrojado 20 compuestos orgánicos conocidos y dos nuevos, algunos de los cuales muestran propiedades citotóxicas.

## Taxonomía
Polyalthia longifolia fue descrita por (Sonn.) Thwaites  y publicado en Enumeratio Plantarum Zeylaniae 398. 1864.
Sinonimia
- Guatteria longifolia (Sonn.) Wall.
- Unona altissima Russell ex Wall.
- Unona longifolia (Sonn.) Dunal
- Uvaria altissima Pennant
- Uvaria longifolia Sonn.[3]